# اختيار الفعل
اختيار الفعل (بالإنجليزية: Action selection)‏ بلغة بسيطة -غير علمية- هو وصف لعملية انتقاء المهمة: «ماذا أفعل تاليا؟». بافتراض وجود عامل ذكي مع مجموعة من الأفعال المتاحة، بعض المعلومات حول هيئته الداخلية، وبعض المعلومات المتعلقة بالسياق المحيطي له، اختيار الفعل هو مهمة اتخاذِ قرارِ ماهو الفعل (أو سلسلة الأفعال) التي ينفذها هذا العامل في سبيل تحقيق أهدافه بأفضل طريقة.
مسألة الاختيار بين أفعال متنوعة وبديلة هو مجال اهتمام الباحثين في علم السلوك الحيواني، علم النفس، العلوم العصبية، العلوم العصبية الحاسوبية، الذكاء الاصطناعي، وعلم الروبوت. يسمى اختيار الفعل أحيانا «الاختيار السلوكي»، «برنامج اختيار الحركة»، أو «اتخاذ القرار»
أحد مشاكل فهم اختيار الفعل هو تحديد مستوى التجريد المستخدم لتحديد «فعل» ما. في أبسط مستوى من التجريد، فعل ذري يمكن أن يكون أي شيء من انقباض عضلة إلى التسبب في حرب. عادة يتواجد لكل آلية اختيار فعل مجموعة من الأفعال المحتملة، المحددة والثابتة.
معظم العلماء العاملين في هذا المجال يضعون متطلبات عالية على عواملهم:
- يجب على العامل المتصرف اختيار فعله في محيطات (بيئات) ديناميكية وغير قابلة للتنبؤ.
- تتصرف العوامل عادة في الزمن الحقيقي، وعليه يجب أن تتخذ قراراتها في أطر زمنية.
- تُنشأ العوامل عادة لأداء عدة مهام. هذه المهام قد تتعارض في تخصيص الموارد لها (مثل: هل يطفئ العامل حريقا ويقدم كوب قهوة في نفس الوقت؟)
- المحيط الذي تتصرف فيه العوامل يمكن أن يحتوي على بشر، يمكن أن يجعلوا الأمور أكثر صعوبة بالنسبة للعامل (سواء عمدا أو بمحاولة المساعدة).
- العوامل في حد ذاتها غالبا ما يُقصد لها نمذجة الحيوانات أو البشر، وسلوك الحيوان/الإنسان معقد لحد كبير.